# 윤담
윤담(尹潭, 1900년 ~ 1973년 8월 30일)은 대한민국의 정치인이다.
공주잠업강습소를 수료하고 양조업을 경영, 제2·4·5대 국회의원, 민주당 당무위원 겸 충청남도 논산을 지구당위원장 등을 역임하였다.

## 역대 선거 결과
|  | 100.00% |

|  | 39.50% |

|  | 44.90% |

|  | 26.84% |

## 참고 자료
- 윤담 - 대한민국헌정회